# Phormictopus cancerides
Espèce
Synonymes
- Mygale cancerides Latreille, 1806
- Mygale erichsonii C. L. Koch, 1841
- Phormictopus cancerides tenuispina Strand, 1906

Phormictopus cancerides est une espèce d'araignées mygalomorphes de la famille des Theraphosidae.

## Distribution
Cette espèce se rencontre des Antilles au Brésil.

## Description

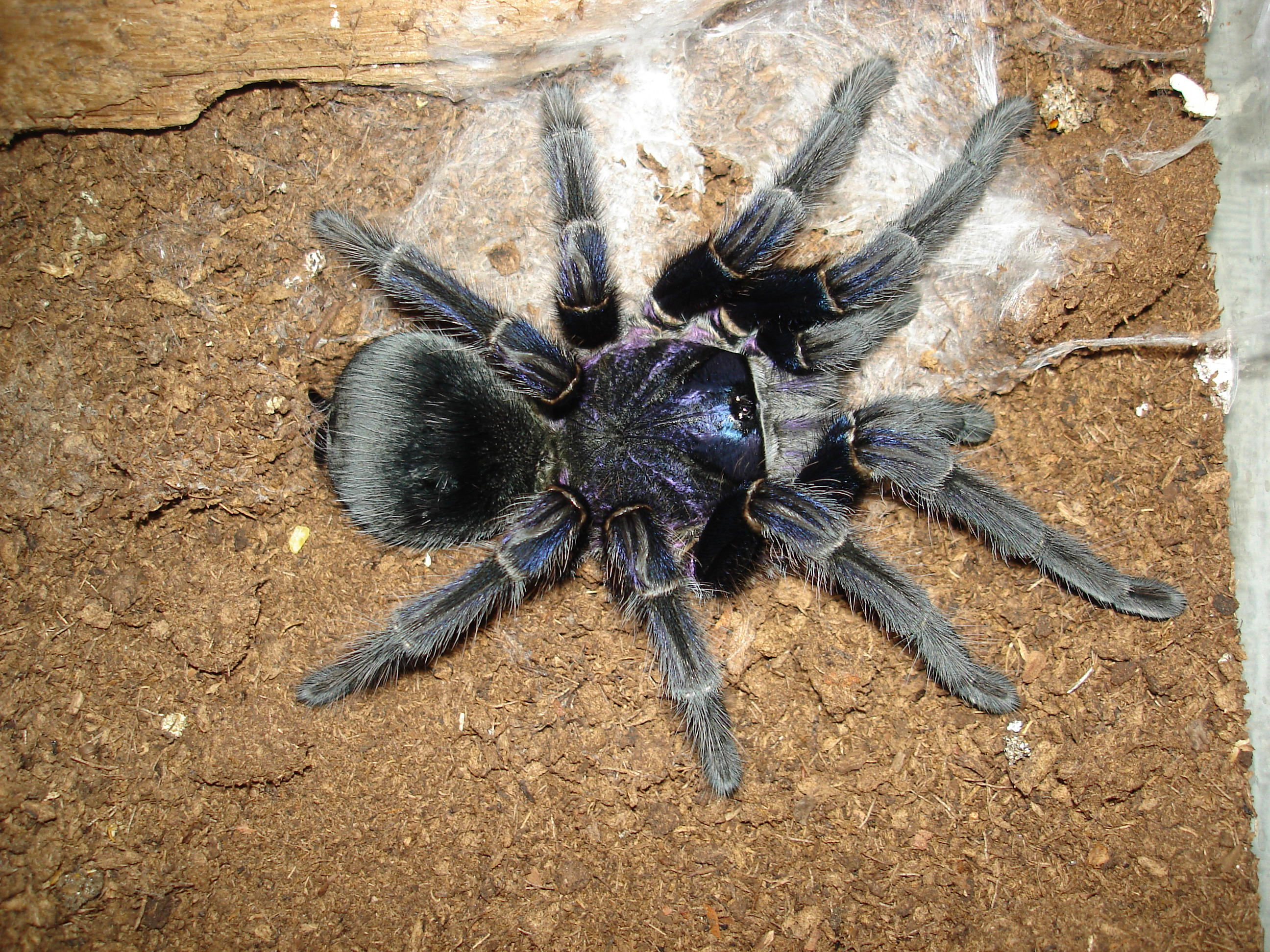
Phormictopus cancerides

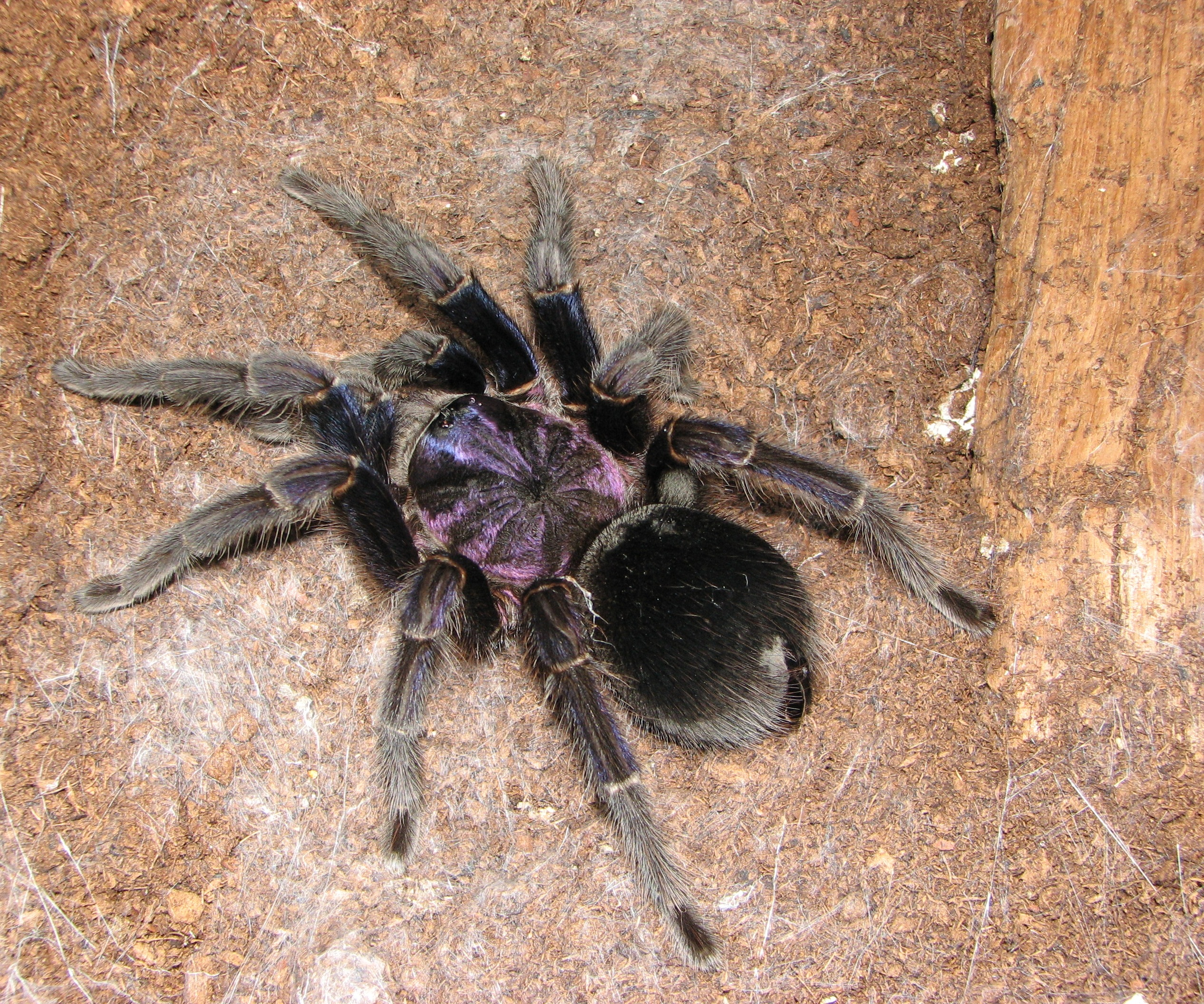
Phormictopus cancerides

## Publication originale
- Latreille, 1806 : Genera crustaceorum et insectorum. Paris, tome 1, p. 1-302.